# 庫爾特·沃爾克
庫爾特·道格拉斯·沃爾克（1964年12月27日—），美国外交官，曾担任乔治·布什政府的最后一任美国常驻北约大使。后来担任麥凱恩國際領導力研究所执行主任，并以志愿者的身份担任唐納·川普的美国乌克兰问题特别代表，直至其於2019年9月27日請辭。